# Нечуваний виступ
«Нечуваний виступ» (англ. Novelty Act) — науково-фантастична коротка повість американського письменника Філіпа К. Діка про антиутопічне майбутнє, де громадяни змагаються за можливість виступити перед Першою леді Сполучених Штатів. Уперше видана в лютому 1964 року видавництвом «Ziff-Davis Publishing Company» у журналі «Fantastic». Увійшла до четвертого тому «Зібраної короткої прози Філіпа К. Діка» 1987 року.
Багато ідей, розроблених у цій короткій повісті, пізніше були переосмислені та використані Діком у романі «Симулякри».
Українською мовою коротка повість видана «Видавництвом Жупанського» у 2023 році в третьому томі «Повного зібрання короткої прози» Філіпа К. Діка в перекладі Ганни Гнедкової.

## Сюжет
День усіх померлих. Громада великого житлового дому «Авраам Лінкольн» зібралася для обговорення нагальних справ. До того ж, вони влаштували талант-шоу, аби привернути увагу шукачів талантів із Білого дому. У разі успіху вони зможуть виступити перед Першою леді Ніколь Тібодо, яку всі називають просто «Ніколь». Голова зборів Дональд Клюґман та капелан дому Патрік Дойл розпочинають зустріч із молитви, у якій просять зцілення для Ніколь від головного болю. Першими виступають сестри Феттерсмоллер із танцем під популярну пісню. Окрім розваг, на зустрічі обговорюють важливі питання, що хвилюють частину присутніх. Зокрема, Містер Стоун висловлює невдоволення системою домашнього навчання у громаді та пропонує замінити її на загальнодоступні школи. Його також непокоїть тест, який провалив Іен Данкан.
Іен Данкан залишається сам у своїй квартирі й, ризикуючи штрафом, пропускає зустріч. Він читає підручник із релігійно-політичної історії США — «релпол». У книзі йдеться, що у США існує лише одна об’єднана партія, Ніколь залишається незмінною Першою леді, а Президента, її чоловіка, обирають кожні чотири роки (в українському перекладі — кожні п’ять років). Під час читання телевізор самостійно вмикається на програму за участю Ніколь. Це спонукає Іена замислитися про свій виступ із братом Елом, під час якого вони грали класичну музику на джаґах (різновид музичних інструментів). Колись їх не обрали шукачі талантів для виступу перед Ніколь. Тим часом Стоун приносить Іену результати тесту. Не зважаючи на те, що Іен навмисне намагався провалити його, щоб покинути будинок і переселитися на Марс, Стоун повідомляє, що тест успішно складено. Насправді Стоун сфальсифікував результати з гуманних міркувань.
Ел Данкан, брат Іена, працює в невеликій прибудові позаду «Двигун-джунглів №3», торгуючи міжпланетними кораблями сумнівної легальності. Йому допомагає штучна пепула — репліка вимерлого марсіанського виду, якою він керує за допомогою радіозв'язку. Пепула здатна безпосередньо впливати на свідомість клієнтів. Іен приходить до брата з наміром переконати його повернутися до музики та виступити разом на талант-шоу. Ел погоджується.
Дон Клюґман розглядає заявку Іена на участь у шоу, однак сумнівається, адже Ел не належить до громади будинку. Проте Дойл переконує його дозволити їм виступити.
Ел пропонує скористатися пепулою, щоб вразити шукача талантів. Іен спершу вагається, але зрештою дає згоду. Під час виступу пепула допомагає, і братів обирають для виступу в Білому домі. Стоун підозрює обман та йде до Дойла, щоб висповідатися за гріх, пов’язаний із результатами тесту Іена. Натомість капелан викриває його заздрість до успіху братів.
Брати готуються до виступу. Шалений Люк, бос Ела Данкана, відмовляє їх від цього. Він давно відчуває неприязнь до Ніколь і її спроб придушити його бізнес. Шалений Люк стверджує, що Ніколь перебуває на посаді вже сімдесят три роки й стала старенькою бабцею. Однак Іен йому не вірить, адже по телевізору вона виглядає не старшою за двадцять років.
Під час виступу в Білому домі пепула кусає Ніколь. Ел одразу здогадується, що її контролював Люк, який прагнув помститися Ніколь. Братів Данканів арештовують. Ніколь зізнається, що вона акторка, остання з тих, хто виконував роль Першої леді. Водночас справжні правителі залишаються в тіні.
Після інциденту братам стирають пам'ять, щоб вони забули і Білий дім, і один одного. Іен повертається до своєї квартири, розгублений і переконаний, що пропустив збори. Він починає вивчати матеріал для нового тесту, коли до нього прилітає Шалений Люк із пропозицією вирушити на Марс 
разом із братом. Хоча вони не пам'ятають один одного, Іен погоджується.

## Персонажі
- Іен Данкан — головний герой, член громади дому «Авраам Лінкольн».

- Ел Данкан — брат Іена, продавець міжпланетних кораблів.

- Патрік Дойл — капелан громади дому «Авраам Лінкольн», до якої належить Іен.

- Едґар Стоун — член громади дому «Авраам Лінкольн».

- Дональд Клюґман — голова громади дому «Авраам Лінкольн».

- Ніколь Тібодо — Перша леді.

- Шалений Люк — власник «Двигун-джунглів №3», бос Ела Данкана.

## Видання українською мовою
- Дік, Філіп. К. Повне зібрання короткої прози. Том 3 / Пер. з англ.: Єгор Поляков, Ганна Гнедкова. — Київ: Видавництво Жупанського, 2023. — (Ad Astra) — 592 с. ISBN 978-617-7585-85-4
  - Нечуваний виступ (з 512 с. по 546 с.; переклала Ганна Гнедкова)

## Зауваги
1. ↑  Дані взято з видання: Філіп К. Дік. Повне зібрання короткої прози. Том 3, Видавництво Жупанського, 2023